# Грос-Пампау
Грос-Пампау (нім. Groß Pampau) — громада в Німеччині, розташована в землі Шлезвіг-Гольштейн. Входить до складу району Герцогство Лауенбург. Складова частина об'єднання громад Шварценбек-Ланд.
Площа — 4,32 км2. Населення становить 152 ос. (станом на 31 грудня 2020).